# Hanspeter Smers
Hanspeter Smers (* 22. April 1936 in Weißwasser; † 15. August 1998 in Leipzig) war ein deutscher Wirtschaftswissenschaftler und Heimatforscher in der Oberlausitz.

## Leben
Hanspeter Smers und die Familie sind in der Region Oberlausitz, in Bad Muskau beheimatet. Diese Stadt blieb immer sein  Lebensmittelpunkt, mit dem er sich verbunden fühlte.
Die Jugend und Kinderjahre wurden noch sehr stark durch den Krieg und dessen Folgen geprägt. Auch in seiner Familie hinterließen diese Ereignisse Spuren.
Nach dem Studium  der Wirtschaftswissenschaften  von 1954 bis 1958  an der Humboldt-Universität in Ost-Berlin begann sein Arbeitsleben bei Unternehmen für den Vertrieb und Wartung von Bürotechnik in Ost-Berlin und Leipzig.  Ab 1959 verblieb er in Leipzig. Hier war  nach einiger Zeit, im Rahmen seiner Aufgaben weltweite  Reisetätigkeit erforderlich.
Der technische Rückstand der DDR auf Gebieten der Datenverarbeitung und Informatik
war in dieser Zeit schon deutlich. Als nebenamtlicher Autor strebte er dabei nach einem Lückenschluss  bei der benötigten Fachliteratur. Das ausgebaute Leipziger Verlags- und Bibliothekswesen waren dazu wichtige Hilfen vor Ort.
Als sein Betrieb im VEB Kombinat Robotron aufging, verlagerte sich die Vertriebsorganisation. Neue Produkte der EDV erforderten veränderte Vertriebsschwerpunkte.
In Leipzig wurde dafür an zentraler Stelle ein großzügiger Neubau mit Schulungszentrum im Jahre 1970 in Betrieb genommen.
Im Schulungszentrum übernahm Smers leitende Verantwortung für das Fachgebiet Softwareschulungen und später für die kaufmännische Planung  und organisatorische Abwicklung der Kundenlehrgänge. Zum Beispiel wurden von 1970 bis 1980 etwa 170000 Lehrgangsteilnehmer deutscher Robotron-Kunden sowie aus anderen 18 Ländern in mehrwöchigen Lehrgängen ausgebildet.
Außerhalb seiner Berufstätigkeit nutzte er jede Möglichkeit zur Rückkehr nach Bad Muskau, um dort als autodidaktischer
Heimatforscher und Autor zu wirken. Sowohl alle Recherchen als auch die verfassten heimatkundlichen Schriften und Beiträge, dazu eine immer währende Gesprächsbereitschaft, bei Bedarf sogar inoffizielle Fachberatung  von Kultureinrichtungen und Regionalbehörden, fanden viel Aufmerksamkeit.
Die Situation war lange in seiner Heimatstadt nicht einfach. Das Schloss war noch kriegsbedingt zerstört, quer durch den ruinierten, verwilderten Park verlief die DDR-Staatsgrenze und  die historische Person „Fürst Pückler“,  untrennbar mit Bad Muskau verbunden, wurde als politische und gesellschaftliche Unperson in kultureller Bedeutung verkannt.
Schon frühe Ideen zu Schloss und Park trug Smers stets beharrlich weiter. Sie werden heute mit als erste Anstöße bewertet, damit alles im alten Glanz wieder erstehen konnte.
Vor Baubeginn für das Schloss griff Smers bereits 1995 Gedanken für eine  gemeinsame, deutsch/polnische museale Nutzung auf.
Als einer der  Gründungsväter und Vorsitzenden des ehemaligen Kuratoriums einige Oberlausitz e. V. sowie als Mitglied der   Oberlausitzer Gesellschaft der Wissenschaften in Görlitz, Mitglied des  Kuratoriums der  Stiftung  Fürst-Pückler-Park, Bad Muskau ist ihm mit zu verdanken, dass Park und Schloss wieder eine intakte historische Gesamtanlage von überregionaler Bedeutung bilden.
Mit dem Namen Muskauer Park / Park Mużakowski wurde der Park 2004 als deutsch-polnisches Kulturerbe in die UNESCO-Welterbeliste aufgenommen.
Smers engagierte sich noch in weiteren Gremien und Zusammenschlüssen. Wichtige Beiträge leistete er als Mitglied der Interessengruppe Pückler-Gesellschaft Pücklergesellschaft Berlin e. V. und Vorstandsmitglied des Freundeskreis des Stadt- und Parkmuseums in Bad Muskau. Ab 1990 plante und arbeitete er  an der Herausgabe eines großen Heimatbuchs der Oberlausitz.
Aus gesundheitlichen Gründen erlebte er im Jahre 2005 die Fertigstellung dieses umfassenden, repräsentativen Werkes nicht mehr. Die redaktionellen Arbeiten wurden  von   Heiner Mitschke weiter bis zum Abschluss geführt.
Seine Beisetzung fand auf dem Städtischen Friedhof von Bad Muskau statt.

## Werke
Auswahl:
- H. Smers: Leiter des Fürst-Pückler-Parkes Bad Muskau und ihre Berater / Beiheft. Bad Muskau: Stadtverwaltung, Park- und Stadtmuseum, 1995, 9 S., OCLC 832497883

- H. Smers:  Denn Wissen schadet nichts, aber Unwissenheit schadet erstaunlich – Schulen im Landkreis Weißwasser. In Heimatkundliche Beiträge für den Landkreis, Heft 10, Landratsamt Weißwasser, 1994, 136 S.
- A. Beese, Kathrin Noack, H. Smers: ... da sah ich sie liegen schön, unsere Dörfer – Sorben im Landkreis Weißwasser/OL. Landratsamt Weißwasser, 1993, 88 S., Bautzen. Werk in der Sächsischen Bibliografie
- R. Bader, H. Smers: Bad Muskau gestern und heute, Heft 3. Beiträge zur Stadt und Parkgeschichte. Rat der Stadt; Stadt und Parkmuseum Bad Muskau, 1990, 88 S, OCLC 24086650
- R. Bader, H. Smers: Bad Muskau gestern und heute Heft 2. In:  Beiträge zur Stadt- und Parkgeschichte Bad Muskau Nr. 5, Museum für Stadtgeschichte. Hungerdenkmal, Jakobskirche, Friedensmühle, Zeittafel.  Rat der Stadt; Stadt und Parkmuseum Bad Muskau, 1988.
- H. Smers: Unser Landkreis Weißwasser, Oberlausitz. Weißwasser/Oberlausitz: Landratsamt, 1991, 36 S.
- H. Smers: Zur wirtschaftlichen Entwicklung des Kreises Weißwasser/Oberlausitz in der 2. Hälfte des 19. Jahrhunderts. Landkreis Weißwasser/Oberlausitz, Landratsamt, Abt. Kultur, 1991, 66 S.
- H. Smers: Gedenktage Bad Muskau. Rat der Stadt Bad Muskau: Museum für Stadtgeschichte, 1989.
- H. Smers:  Orte des Kreises Weißwasser auf historischen Landkarten bis 1815.  Weißwasser,  Pädag. Kreiskabinett Weißwasser, 1988, 35 S., OCLC 75078123
- H. Smers:  Muskauer Bibliographie. Teil 1, Rat der Stadt Bad Muskau, 1987, 16 S., OCLC 722089798
- B. V. Alachow, H. Köckeritz, H. Smers: Primärdatenerfassung in automatisierten Leitungssystemen der Holzindustrie. Leipzig, VEB Fachbuchverlag Leipzig, 1980, 259 S., OCLC 251621962
- H. Smers:  Datenerfassung: Einführung in ein wichtiges Gebiet der EDV. Leipzig,  VEB Fachbuchverlag Leipzig, 1972, 264 S.
- H. Smers:  Das maschinelle Lochkartenverfahren. Leipzig,  VEB Fachbuchverlag Leipzig, 1972, 268 S., s. Ausgabe 1965, OCLC 73695159
- J. Erdmann, H. Smers: Fernsehkurs Elektronische Datenverarbeitung des Deutschen Fernsehfunks. Teil: Themenkomplex 5, Datenerfassung und Übertragung. Berlin, Die Wirtschaft, 1965, 45 S.,       Ausgabe 1969 OCLC 73061839
- Autorenkollektiv Stadtbibliothek Leipzig, anteilig bearbeitet von H. Smers:  Bibliographie zur Datenverarbeitung. Leipzig, Stadt- und Bezirksbibliothek Leipzig, 1967, 14 S.
- H. Smers: Arbeitsweise und Leistungsfähigkeit ausgewählter Buchungsmaschinen der DDR-Produktion. Gotha, Fachschule für Finanzwirtschaft Gotha 1965, 34 S.,OCLC 72275346